# Chengdu J-10
Чэнду J-10 (англ. Chengdu J-10; кит. трад. 殲十, упр. 歼十, пиньинь Jiān Shí, палл. Цзянь ши) — китайский всепогодный многоцелевой истребитель четвёртого поколения.
Разработан и производится китайской компанией Chengdu Aircraft Industry Group (CAIG). Истребитель предлагается на экспорт под обозначением F-10. На Западе также известен под названием «Стремительный дракон» (англ. Vigorous Dragon).

## История создания и производства
Программа разработки самолёта была рассекречена 29 декабря 2006 года. В создании самолёта участвовали российские консультанты из ЦАГИ и ОКБ МиГ. На истребителях используются двигатели компании НПО «Сатурн» российского и китайского производства. Также при создании самолета использовались проданные Израилем Китаю разработки по истребителю IAI Lavi.
Первый полёт серийного самолёта J-10A состоялся 28 июня 2002 года.

## Конструкция
Одноместный истребитель выполнен по схеме утка, низкоплан. Крыло треугольное. Воздухозаборник расположен под фюзеляжем. J-10B и J-10C оснащены приёмной штангой дозаправки в воздухе.

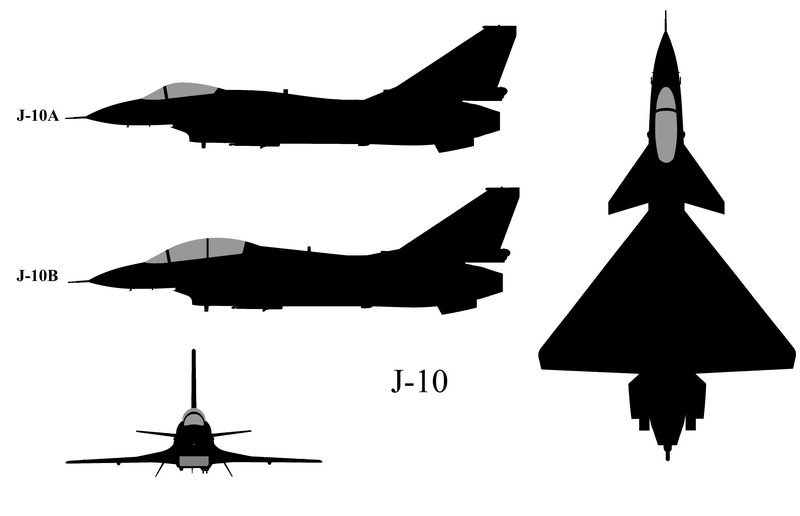
Chengdu J-10
Chengdu J-10

### Двигатели

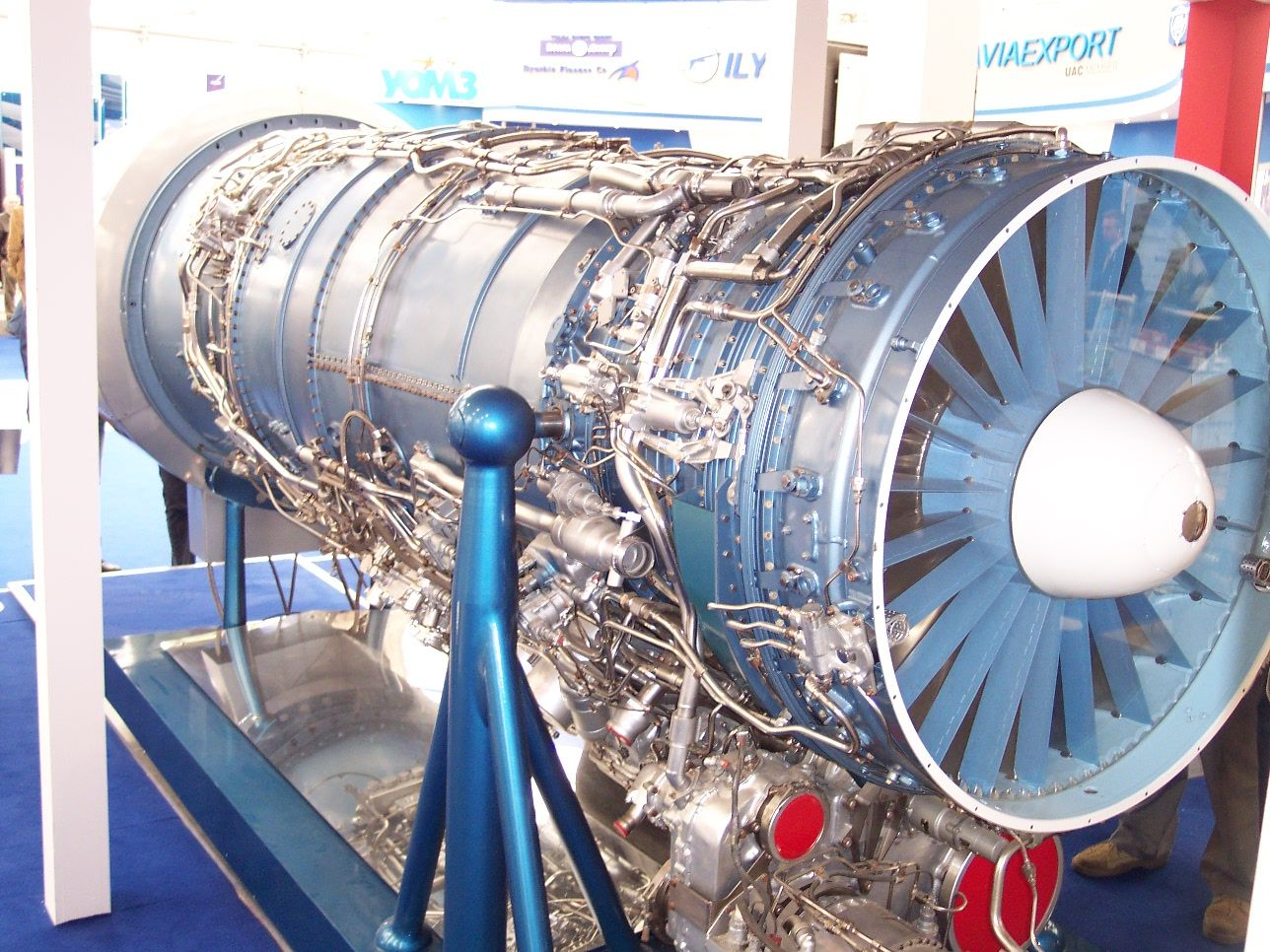
ТРДДФ «Сатурн-Люлька» АЛ-31ФН

J-10 — однодвигательный самолёт. На него установлены разные модели двигателей, в зависимости от модификации истребителя.
До 2020 года на самолёты J-10 устанавливался двигатель АЛ-31ФН российского производства. Тяга двигателя на форсаже увеличилась с 12,5 тонн до 13,5 тонн на АЛ-31ФН третьей серии, который получили истребители J-10B и часть J-10C. Межремонтный период двигателя АЛ-31ФН третьей серии повышен до 750 часов.
С 2020 года самолёты J-10C стали оснащаться двигателями WS-10B китайского производства. Тяга двигателя на форсаже составляет 135 кН. В 2020 году межремонтный период двигателей семейства WS-10 превысил 500 часов. Один из вариантов WS-10B с управляемым вектором тяги обеспечил сверхманёвренностью самолёты J-10B пилотажной группы. Моторы остальных истребителей J-10 управляемого вектора тяги, судя по всему, не имеют.

### Авионика
- БРЛС KLJ-3 с механическим сканированием оснащён J-10A[15].
- Модернизированная БРЛС с ПФАР входит в состав БРЭО истребителя J-10B[7].
- БРЛС с АФАР установлена на J-10C, а по некоторым данным, ещё и на J-10B[7][16]. Содержит около 1200 приёмо-передающих модулей, что существенно больше, чем у БРЛС, которой оборудован истребитель Dassault Rafale[17].
- БРЛС с АФАР JKL-24, разработанная на базе БРЛС LKF601E, предлагается для модернизации истребителей J-10A[18].
- Встроенный комплекс РЭБ (J-10C)[7][17]
- Подвесной модуль РЭБ K/RKL700A[7].
- Инфракрасная оптико-локационная станция[7].
- Прицельный комплекс K/JDC01A в подвесном контейнере для наведения управляемых бомб[7].
- Нашлемная система целеуказания (нашлемный дисплей)[7].
- Система предупреждения об облучении[7]
- Антенна спутниковой связи (J-10C)[7].
- Канал передачи данных[7].
- Индикатор на лобовом стекле[7].
- Три многофункциональных дисплея в кабине J-10B[7].

### Малозаметность
ЭПР истребителя J-10C снижена за счёт наклонённой БРЛС, конструкции DSI-воздухозаборников, радиопоглощающего покрытия на планере и электропроводящей плёнки из оксида индия-олова межу слоями стекла на фонаре.

## Тактико-технические характеристики
Источники данных: Sinodefence, «Уголок неба»

### Технические характеристики
- Экипаж: 1 человек
- Длина: 16,43 м
- Размах крыла: 9,75 м
- Высота: 5,43 м
- Площадь крыла: 33,05 м²
- Масса пустого: 8840 кг
- Масса снаряжённого: 18 000 кг
- Максимальная взлётная масса: 19 277 кг
- Объём топливных баков: 2624 л (4165 л ПТБ)
- Двигатели: 1× ТРДДФ «Сатурн-Люлька» АЛ-31ФН или Woshan WS-10B «Taihang»[11]
  - Тяга максимальная: 89,43 кН (7700 кгс)
  - Тяга на форсаже: от 125 кН (12 700 кгс) до 135 кН[11]

### Лётные характеристики
- Максимальная скорость: М=1,8—2,2 (для разных модификаций)[14]
- Крейсерская скорость: 1110 км/ч (М=0,93)
- Посадочная скорость: 235 км/ч
- Боевой радиус: от 800 км до 1200 км (с ПТБ)[22]
- Практическая дальность: 2000 км (без дозаправки)
- Практический потолок: 18 000 м
- Нагрузка на крыло: 545 кг/м²
- Тяговооружённость: 1,1 или 0,69 (на форсаже со снаряженной массой 18 000кг)

### Вооружение

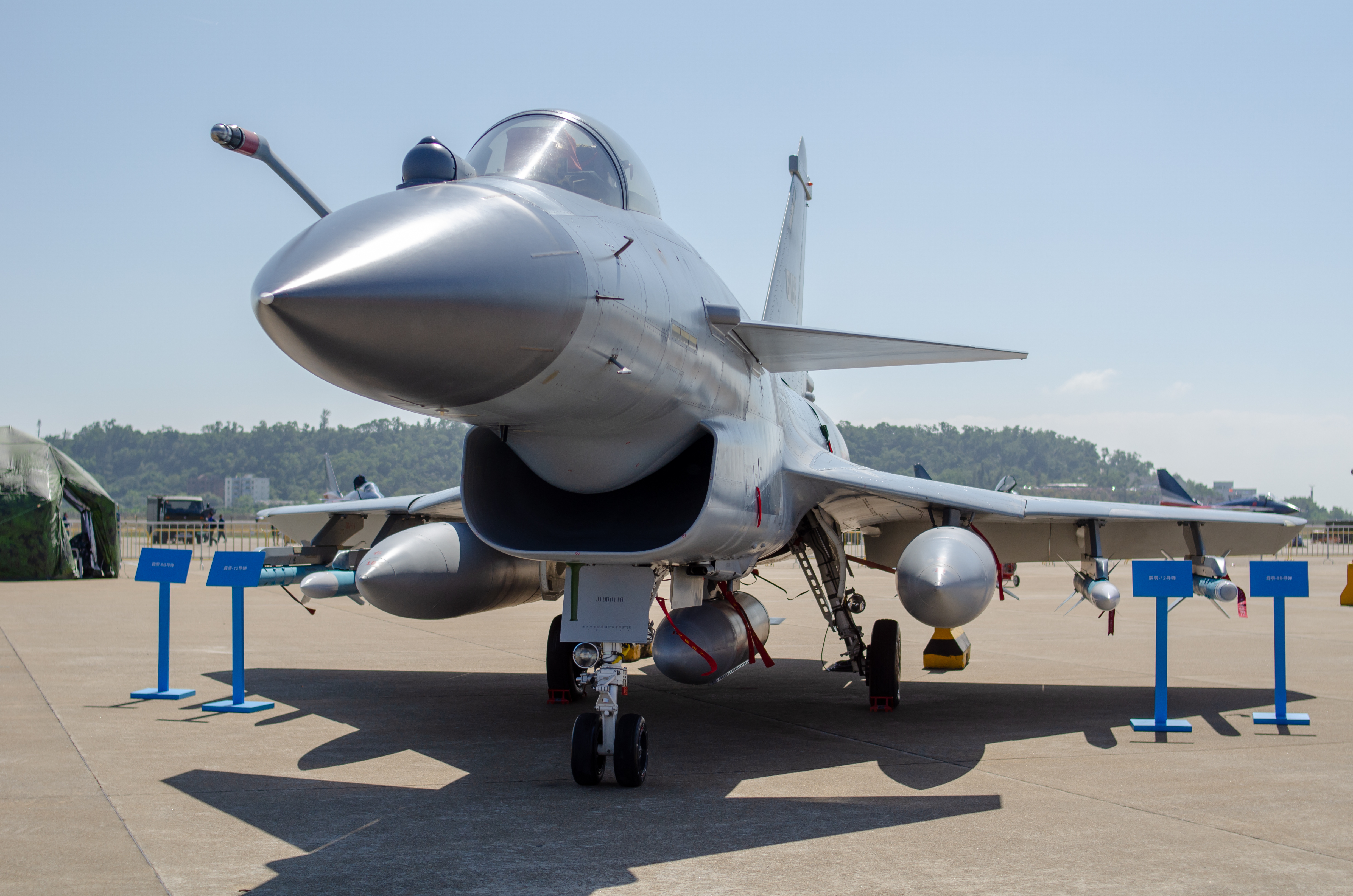
J-10B с ракетами PL-8B и PL-12

- Пушечное: 1 × двухствольная 23-мм пушка
- Точки подвески: 11 (по 4 под каждым полукрылом и 3 под фюзеляжем)
- Боевая нагрузка: 7 260 кг различного вооружения:
  - Ракеты:
    - воздух-воздух: PL-8, PL-9, PL-10, PL-11, PL-12 и PL-15. Два варианта PL-10 имеют инфракрасную и радиолокационную ГСН[23][24]
    - воздух-земля: ПКР YJ-83K, KD-88, YJ-91, кассетная GB-6A (500—600 км), 90 мм НАР[22][25]

  - управляемые (LT-2, LS-6) и свободнопадающие бомбы
- Типовая боевая нагрузка:
  - Завоевание превосходства в воздухе и перехват:
    - 4× PL-11 или PL-12 MRAAM + 2× PL-8 SRAAM + 1× 800 л ПТБ
    - 2× PL-11 или PL-12 MRAAM + 2× PL-8 SRAAM + 2× 1 600 л и 1× 800 л ПТБ
    - J-10B: ракеты PL-8 и PL-12 c тремя ПТБ.
    - J-10C: ракеты PL-10 и PL-15 (до 4 на сдвоенных пилонах) c тремя ПТБ[7].

  - Удар по наземной цели:
    - 2 × PL-8 SRAAM или PL-10 + 6× 250 кг + 2 × 1 600 л и 1 × 800 л ПТБ
    - 2 × PL-8 SRAAM или PL-10 + 2× 500 кг (LT-2) + 2 × 1 600 л и 1 × 800 л ПТБ + лазерная система целеуказания

## Модификации
- J-10A — одноместный многоцелевой истребитель. Экспортное наименование F-10A.
- J-10S — двухместный самолёт для решения задач обучения, РЭБ, наведения и целеуказания, а также для нанесения ударов по наземным целям.
- J-10B — модернизированный J-10A, оснащенный утопленным «малозаметным» воздухозаборником, бортовой радиолокационной станцией с АФАР и оптико-локационной станцией переднего обзора.
- J-10C — перспективный тактический истребитель-перехватчик поколения 4++, уменьшенной радиолокационной заметности.

## Оценка
J-10C назван дешёвым и эффективным истребителем с современной авионикой и серьёзным вооружением. Его недостатками являются скромный боевой радиус, меньшая грузоподъёмность и производительность на больших высотах по сравнению с тяжёлыми истребителями. 
По неподтверждённой информации, J-10C одерживали победы в учебных воздушных боях над тайскими JAS39 Gripen и купленными в России истребителями Су-35. В 2021 году сообщалось, что J-10С терпели поражения от истребителей J-16 и брали над ними верх в соревнованиях «Золотой шлем». Пилоты J-10 и J-16 в разные годы становились обладателями этой престижной награды.

## Боевое применение

### Пограничный конфликт между Индией и Пакистаном в 2025 году
В ходе конфликта 2025 года Министр иностранных дел Пакистана заявил, о сбитии пяти индийских истребителей с помощью истребителей J-10C китайского производства стоящих на вооружении Пакистана. Однако в Индии эту информацию не подтвердили.

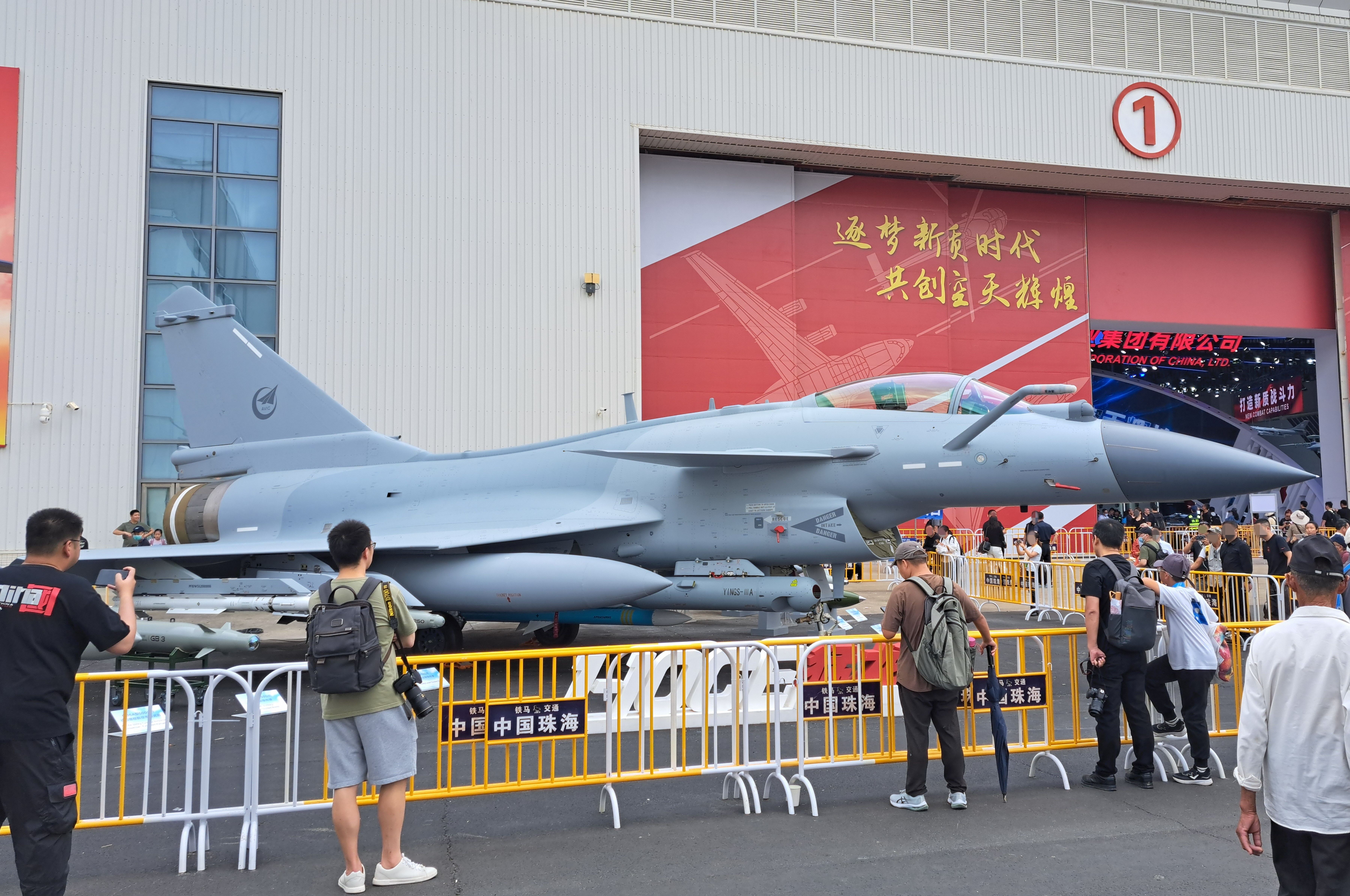
J-10CE ВВС Пакистана

## На вооружении

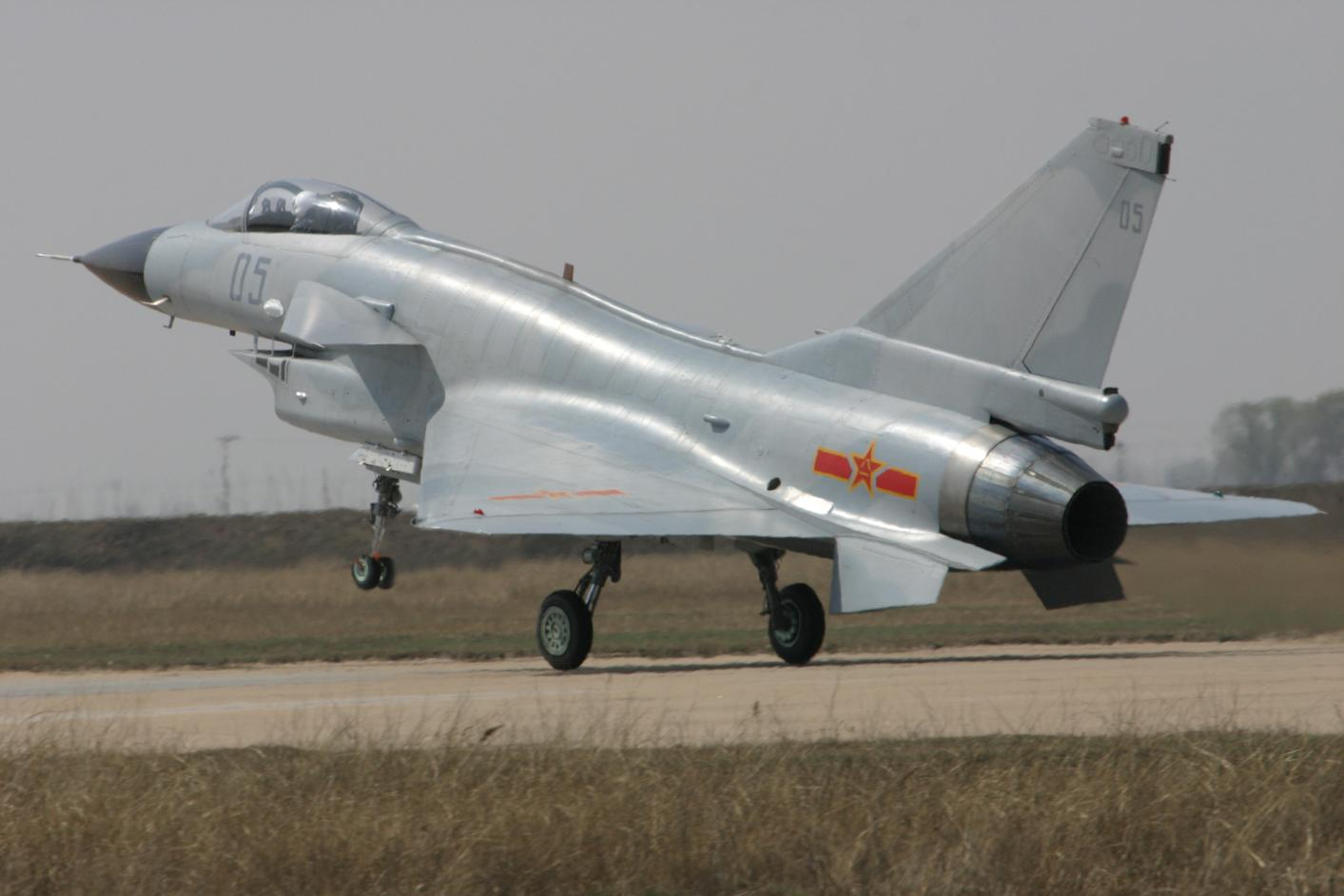
J-10 ВВС КНР на взлёте

- Египет: заказано неизвестное количество в августе 2024 года.
- Китай:
  - ВВС КНР — 220 J-10A, 55 J-10B, 220 J-10C, 70 J-10S, по состоянию на 2023 год[32]
  - ВМС КНР — 16 J-10A и 7 J-10S имелось по состоянию на 2023 год[32]. 31 июля 2023 года переведены в состав ВВС.

- Пакистан: 
  - ВВС Пакистана — 20 J-10CE по состоянию на 2024 год, заказано ещё 16 единиц.

## Происшествия
- 1 августа 2009 года J-10 ВВС КНР, пилотируемый Мэном Фаншэном (Meng Fansheng), разбился из-за технической неисправности двигателя. Пилот успешно катапультировался[33].
- 15 ноября 2014 года J-10S ВВС КНР разбился в провинции Сычуань самолёт упал в жилом районе и загорелся. На земле пострадало 7 человек, оба пилота истребителя благополучно катапультировались[34].
- 19 сентября 2015 года J-10 ВВС КНР разбился во время ночного патрулирования. По словам пилота Ли Туна, двигатель самолета заглох на высоте 11000 футов и после попыток спланировать к ближайшему аэродрому пилот был вынужден катапультироваться[35].